# Branching Out
Branching Out è il quarto album discografico di Nat Adderley pubblicato nel 1958 dall'etichetta Riverside Records.

## Tracce
Lato A
1. Sister Caroline – 5:42 (Nat Adderley)
2. Well, You Needn't – 8:16 (Thelonious Monk)
3. Don't Get Around Much Anymore – 4:29 (Bob Russell, Duke Ellington)

Durata totale: 18:27
Lato B
1. I've Got Plenty of Nothin' – 4:56 (George Gershwin, Ira Gershwin)
2. Branching Out – 6:44 (Nat Adderley)
3. I Never Knew – 4:36 (Tom Pitts, Raymond B. Egan, Roy K. Marsh)
4. Warm Blue Stream – 4:21 (Sara Cassey)

Durata totale: 20:37

## Musicisti
- Nat Adderley - cornetta
- Johnny Griffin - sassofono tenore (eccetto brani: Don't Get Around Much Anymore e I've Got Plenty of Nothin')
- Gene Harris - pianoforte (The Three Sounds)
- Andrew Simpkins - contrabbasso (The Three Sounds)
- Bill Dowdy - batteria (The Three Sounds)